# Kimbell Art Museum
Kimbell Art Museum – muzeum sztuki mieszczące się w Fort Worth w Stanach Zjednoczonych. Zostało otwarte w 1972 roku, a jego budynek zaprojektował Louis Kahn.
Zbiory muzeum zawierają stosunkowo niewielką lecz istotną pod względem jakości kolekcję sztuki europejskiej, azjatyckiej oraz kultur prekolumbijskich. Kolekcja malarstwa zawiera prace takich artystów jak Duccio di Buoninsegna, Fra Angelico, Andrea Mantegna, Caravaggio, El Greco, Rembrandt, Thomas Gainsborough, Rubens, Diego Velázquez, Adam Elsheimer, Claude Monet, Paul Cézanne, Edgar Degas, Pablo Picasso i Piet Mondrian.